# Ragnarok the Animation
Ragnarok the Animation är en anime-serie från år 2004 som baseras på spelet Ragnarok Online. Serien består av 26 avsnitt och finns tillgänglig på DVD.

## Handling
Yuufa är en ung kvinna vars bror blivit mördad. Efter begravningen bestämmer sig Yuufa för att ge sig ut och leta efter mördaren, så att hon kan utkräva sin hämnd.
Längs vägen träffar hon Roan och Maya, som båda har sina speciella krafter och vapen. De följer med Yuufa för att hjälpa henne. Många faror lurar på dem längs vägen.

## Signaturmelodin
Seriens signaturmelodi heter We Are the Stars. Den sjungs både på japanska och på engelska.

## Rollfigurer
- Yuufa: En kvinnlig acolyte, vars bror, Keough, blivit mördad i Glast Heim av en abysmal knight.
- Roan: En krigare som har känt Yuufa sedan de båda var barn. Han bestämde sig för att bli krigare för att kunna skydda Yuufa.
- Iruga: En manlig lönnmördare som var nära vän med Yuufas bror
- Judia: En kvinnlig jägare som har träffat Iruga i Lost Woods, där hon blev räddad från banditer
- Maya: En liten kvinnlig handelsman som Yuufa och Roan räddar på vägen. Hon följs av sin tama poring Poi-Poi.
- Zephel: En trollkarl som är helt galen, hans bakgrund är sorglig.